# Garbage (álbum)
Garbage es el álbum de estudio debut de la banda estadounidense de rock alternativo Garbage, publicado el 15 de agosto de 1995 a través de la compañía discográfica Mushroom Records. Obtuvo gran aclamación por parte de la crítica y fue visto como un producto innovador por los periodistas de la época. Alcanzó el puesto #20 en la lista de Billboard 200 y el #6 en el ranking de UK Albums Chart, además de haber alcanzado el top 20 y recibir certificaciones multiplatino en varios países como Australia, Canadá, Nueva Zelanda, Reino Unido y en los Estados Unidos.
Para su promoción, Garbage realizó una gira internacional que duró un año y visitó Norteamérica, Europa, Asia y Oceanía. Los sencillos lanzados para promocionar el disco tuvieron un buen desempeño en las listas de éxitos y son generalmente considerados clásicos del rock alternativo de los años '90. "Stupid Girl" obtuvo nominaciones a los premios Grammy en las categorías de Mejor canción rock y a la Mejor interpretación rock de un dúo o grupo con vocalista en 1997.
En 2005, el disco fue incluido en el libro 1001 discos que hay que escuchar antes de morir, publicado por RCS MediaGroup.
En octubre de 2015, el álbum fue reeditado para conmemorar el 20° aniversario, incluyendo versiones remasterizadas de las canciones originalmente grabadas, así como también remixes de versiones alternativas sin publicar del mismo.

## Lista de canciones
Todas las canciones escritas y compuestas por Garbage, excepto las que están indicadas. 
| Garbage (edición estándar - 1995) |                            |          |  |
| N.º                               | Título                     | Duración |  |
| 1.                                | «Supervixen»               | 3:55     |  |
| 2.                                | «Queer»                    | 4:36     |  |
| 3.                                | «Only Happy When It Rains» | 3:56     |  |
| 4.                                | «As Heaven Is Wide»        | 4:44     |  |
| 5.                                | «Not My Idea»              | 3:41     |  |
| 6.                                | «A Stroke of Luck»         | 4:44     |  |
| 7.                                | «Vow»                      | 4:30     |  |
| 8.                                | «Stupid Girl»              | 4:18     |  |
| 9.                                | «Dog New Tricks»           | 3:56     |  |
| 10.                               | «My Lover's Box»           | 3:55     |  |
| 11.                               | «Fix Me Now»               | 4:43     |  |
| 12.                               | «Milk»                     | 3:53     |  |
| 50:51                             |                            |          |  |

| Garbage (edición japonesa - 1995) |            |          |  |
| N.º                               | Título     | Duración |  |
| 13.                               | «Subhuman» | 4:37     |  |
| 14.                               | «#1 Crush» | 4:50     |  |

| CD adicional en la edición de la gira australiana y japonesa |                                   |          |  |
| N.º                                                          | Título                            | Duración |  |
| 13.                                                          | «Milk (Rabbit in the Moon remix)» | 5:49     |  |
| 14.                                                          | «Stupid Girl (Todd Terry Remix)»  | 3:45     |  |
| 15.                                                          | «Queer (Danny Saber Remix)»       | 5:39     |  |
| 16.                                                          | «Dog New Tricks (The Pal Remix)»  | 4:02     |  |
| 17.                                                          | «Alien Sex Fiend»                 | 4:37     |  |

| CD adicional en la versión francesa de Virgin Megastores: Rare Track Collection |                   |          |  |
| N.º                                                                             | Título            | Duración |  |
| 13.                                                                             | «#1 Crush»        | 4:51     |  |
| 14.                                                                             | «Girl Don't Come» | 2:33     |  |
| 15.                                                                             | «Subhuman»        | 4:37     |  |
| 16.                                                                             | «Sleep»           | 2:11     |  |
| 17.                                                                             | «Trip My Wire»    | 4:26     |  |

| CD adicional de edición limitada sólo para España, Francia y Alemania |                                  |          |  |
| N.º                                                                   | Título                           | Duración |  |
| 13.                                                                   | «#1 Crush (Nellee Hooper Remix)» | 4:45     |  |

| CD adicional para Singapur y Corea |                                  |          |  |
| N.º                                | Título                           | Duración |  |
| 13.                                | «#1 Crush (Nellee Hooper Remix)» | 4:45     |  |
| 14.                                | «Girl Don't Come»                | 2:33     |  |
| 15.                                | «Subhuman»                       | 4:37     |  |
| 16.                                | «Sleep»                          | 2:11     |  |

## Ventas y posiciones en las listas
| País           | Posición tope | Certificación | Ventas     |
| -------------- | ------------- | ------------- | ---------- |
| Nivel Mundial  |               |               | 5 000 000+ |
| Australia      | 4             | 2x Platino    | 140 000+   |
| Canadá         |               | 2x Platino    | 200 000+   |
| Francia        | 16            | Oro           | 210 000+   |
| Reino Unido    | 6             | 2x Platino    | 696 865+   |
| Estados Unidos | 20            | 2x Platino    | 2 400 000  |